# Yayoi Jinguji
Yayoi Jinguji (神宮司 弥生 Jinguuji Yayoi?), nacida como Yayoi Fujimoto (藤本 弥生 Fujimoto Yayoi?) el 8 de diciembre de 1965 en la Prefectura de Hyōgo, fue una seiyū japonesa. En particular, otorgaba su voz al personaje Morrigan Aensland de Darkstalkers. Jinguji trabajaba para Arts Vision hasta sus últimos días.

## Filmografía

### Anime
1998
- Yoshimotomuchiko Monogatari (Hanaka Mariki Momoko)

1999
- Ai no Wakakusayama Monogatari (Shizuka Kawamura)
- Oruchuban Ebichu (Naoto y otros)
- Komu-chan gaiku!! (Sr. Izawa y otros)

### OVA
1989
- Megazone 23 - Part III - The Awakening of Eve (secretaria de Jacob, operadora)

1991
- Makyū Senjō 2 (operadora A[2])

1993
- BADBOYS (madre)

1997
- Konpeki no kantai tokubetsu-hen sōrai kaihatsu monogatari (Nakai)

### Videojuegos
1994
- Advanced V.G. (Miranda Jahana)
- Vampire: The Night Warriors (Morrigan Aensland)

1995
- Vampire Hunter: Darkstalkers' Revenge (Morrigan Aensland)
- Tozasarata Tachi (Tess Conway)

1996
- Super Puzzle Fighter II X (Morrigan Aensland,[3] Devilot[3])
- Dungeons & Dragons: Shadow over Mystara (Thief)
- Fire Woman Matoigumi (Aoyama Aiko)

1997
- Vampire Savior: The Lord of Vampire (Morrigan Aensland)
- Vampire Savior: The Lord of Vampire 2 (Morrigan Aensland)
- Vampire Hunter 2: Darkstalkers' Revenge (Morrigan Aensland)
- Doki Doki Shutter Chance (Reiko Kisaragi)
- Harmful Park (Cassis)
- Princess Maker: Yumemiru Yousei (Medina & Kurubou)
- Pocket Fighter (Morrigan Aensland)

1998
- The Legend of Zelda: Ocarina of Time (Nabor, Gran Hada, Koume, Kotake)
- Farland Saga: Toki no Michishirube (Sofia)
- Marvel vs. Capcom: Clash of Super Heroes (Morrigan Aensland, Ton Pooh)
- Marl Oukoku no Ningyou Hime (Gao)

1999
- Sengoku Bishōjo Emaki Kūwokiru!! Harukaze no Shō (Rasha)
- Little Princess: Marl Ōkoku no Ningyō Hime 2 (Gao)

2000
- Capcom vs. SNK: Millennium Fight 2000 (Morrigan Aensland)
- The Legend of Zelda: Majora's Mask (Gran Hada, Koume, Kotake)
- Marvel vs. Capcom 2: New Age of Heroes (Morrigan Aensland)

2001
- Capcom vs. SNK: Millennium Fight 2000 PRO (Morrigan Aensland)
- Capcom vs. SNK 2: Millionaire Fighting 2001 (Morrigan Aensland)
- Legaia: Duel Saga (Sharon)

2005
- Namco × Capcom (Morrigan Aensland[4])

2008
- Cross Edge (Morrigan Aensland)
- Tatsunoko vs. Capcom: Cross Generation of Heroes/Tatsunoko vs. Capcom: Ultimate All-Stars (Morrigan Aensland)

2011
- The Legend of Zelda: Ocarina of Time 3D (Nabor, Gran Hada, Koume, Kotake)

2012
- Monster Hunter Frontier Online (Hunter femenina - TIPO DE VOZ 29)

2014
- Super Smash Bros. for Nintendo 3DS / Wii U (Koume, Kotake)

2015
- The Legend of Zelda: Majora's Mask 3D (Gran Hada, Koume, Kotake)

### Doblaje
- Cannonball 3 Atarashiki Chōsenshatachi (Heather Scott <Mimi · Cajik>)

### Drama CD
- Serie Hokuō Shinwa Densetsu (Frigg)

1991
- Jubei Kurenai (Imaizumi Yuzue)

1995
- Shōnen Nure Yasuku Koi Nari Gatashi (Nobuko)

1996
- Shōnen Nure Yasuku Koi Nari Gatashi 2 - Samayoeru Meikyū - (tutor familiar del hijo, la mujer de la lista negra)

1997
- Kindaichi Shōnen no Jikenbo Shinigami Byōin Satsujin Jiken (Kazuko Takazawa)